# Victor Oliveira
Victor Oliveira (Conceição do Araguaia, 28 maggio 1994) è un calciatore brasiliano, difensore dell'Anápolis.

## Palmarès

### Club

#### Competizioni statali
- Campionato Goiano: 1

Atlético Goianiense: 2014

#### Competizioni nazionali
- Coppa di Moldavia: 1

Sheriff Tiraspol: 2016-2017
- Campionato moldavo: 2

Sheriff Tiraspol: 2016-2017, 2017